# C.J. Aiken
C.J. Aiken (ur. 27 września 1990 w Conshohocken) – amerykański koszykarz, występujący na pozycji skrzydłowego, obecnie zawodnik Pecsi VSK-Veolia.
W 2013 roku rozegrał 5 spotkań w ramach letniej ligi NBA, w barwach Sacramento Kings.
7 września 2015 roku został zawodnikiem zespołu King Wilki Morskie Szczecin.
30 listopada 2017 został opuścił zespół Czarnych Słupsk. 19 stycznia 2018 podpisał umowę z kanadyjskim Niagara River Lions.
30 lipca 2019 dołączył do węgierskiego Pecsi VSK-Veolia.

## Osiągnięcia
Stan na 30 lipca 2019, na podstawie, i ile nie zaznaczono inaczej.
NCAA
- Obrońca roku konferencji Atlantic 10 (2012)[6]
- Zaliczony do I składu defensywnego Atlantic 10 (2012)

Indywidualne
- Defensywny zawodnik roku australijskiej ligi południowo-wschodniej – South East Australian Basketball League – SEABL (2017 według australiabasket.com)[7]
- Lider w blokach ligi czeskiej (2019)